# Heusden (Brabant-Septentrional)
Heusden est une ville fortifiée située dans la commune néerlandaise de Heusden, dans la province du Brabant-Septentrional. Le 1er janvier 2007, la ville comptait 1 500 habitants.

## Galerie

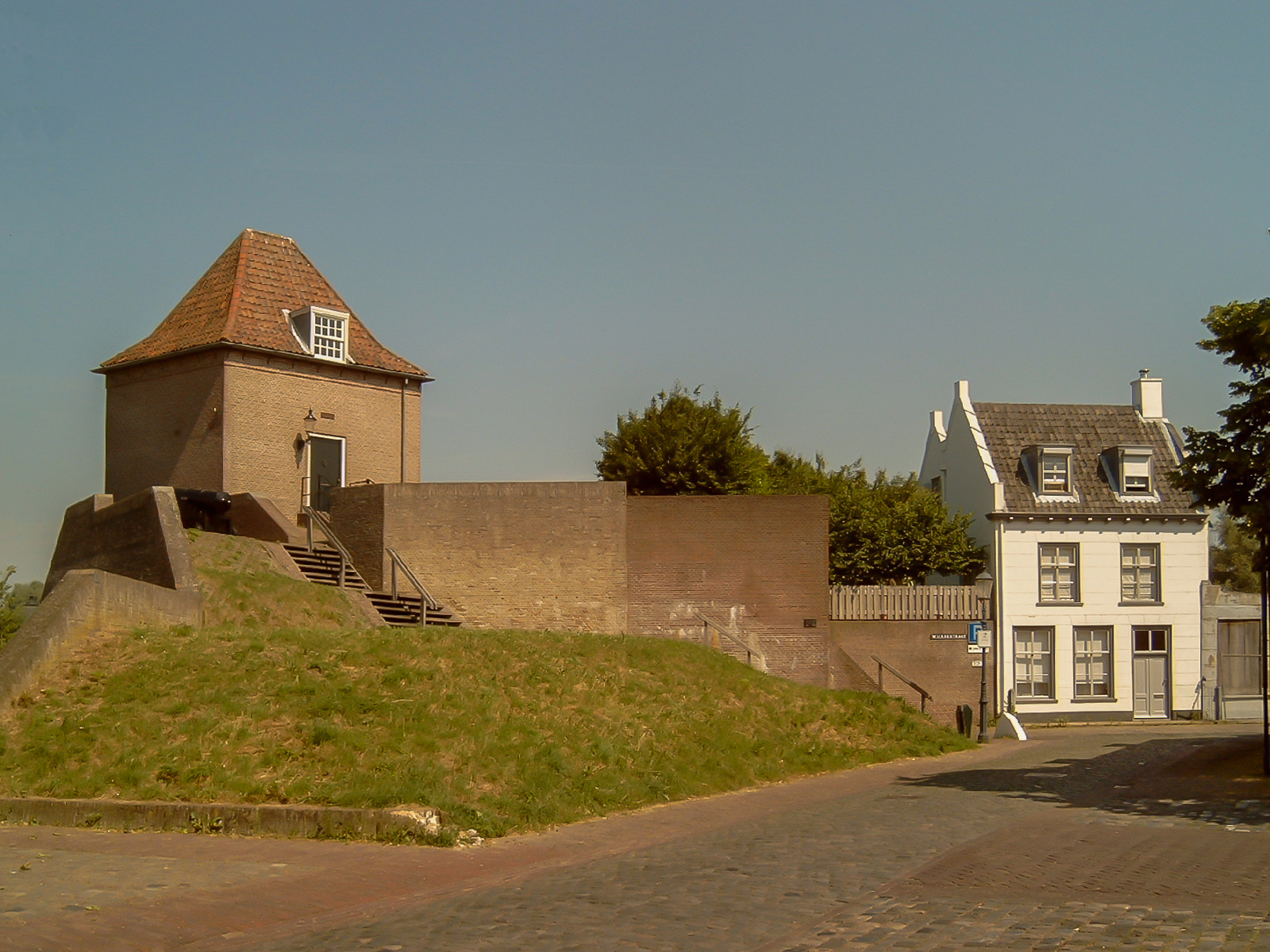
Heusden, porte
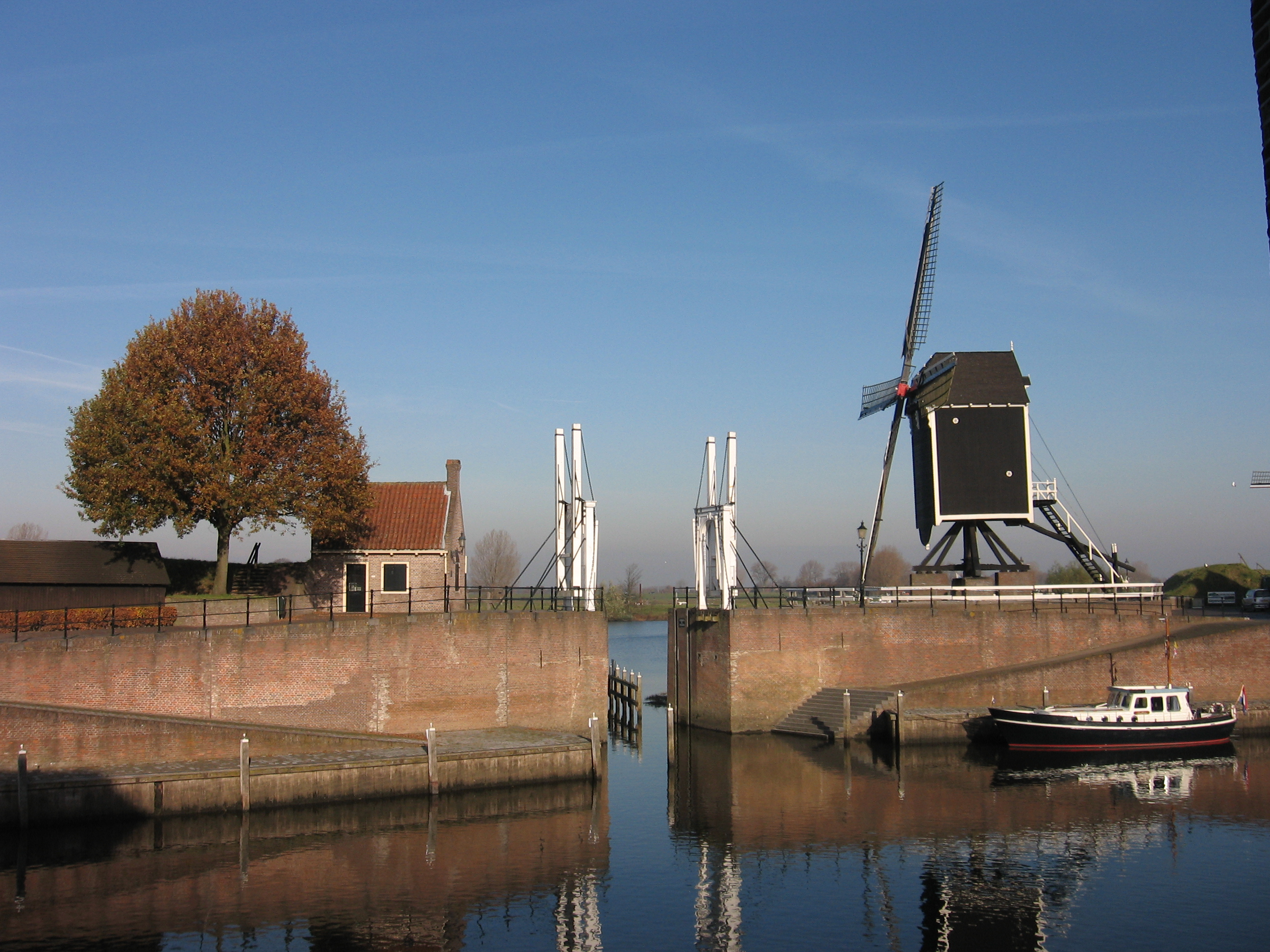
Heusden, moulin sur le port
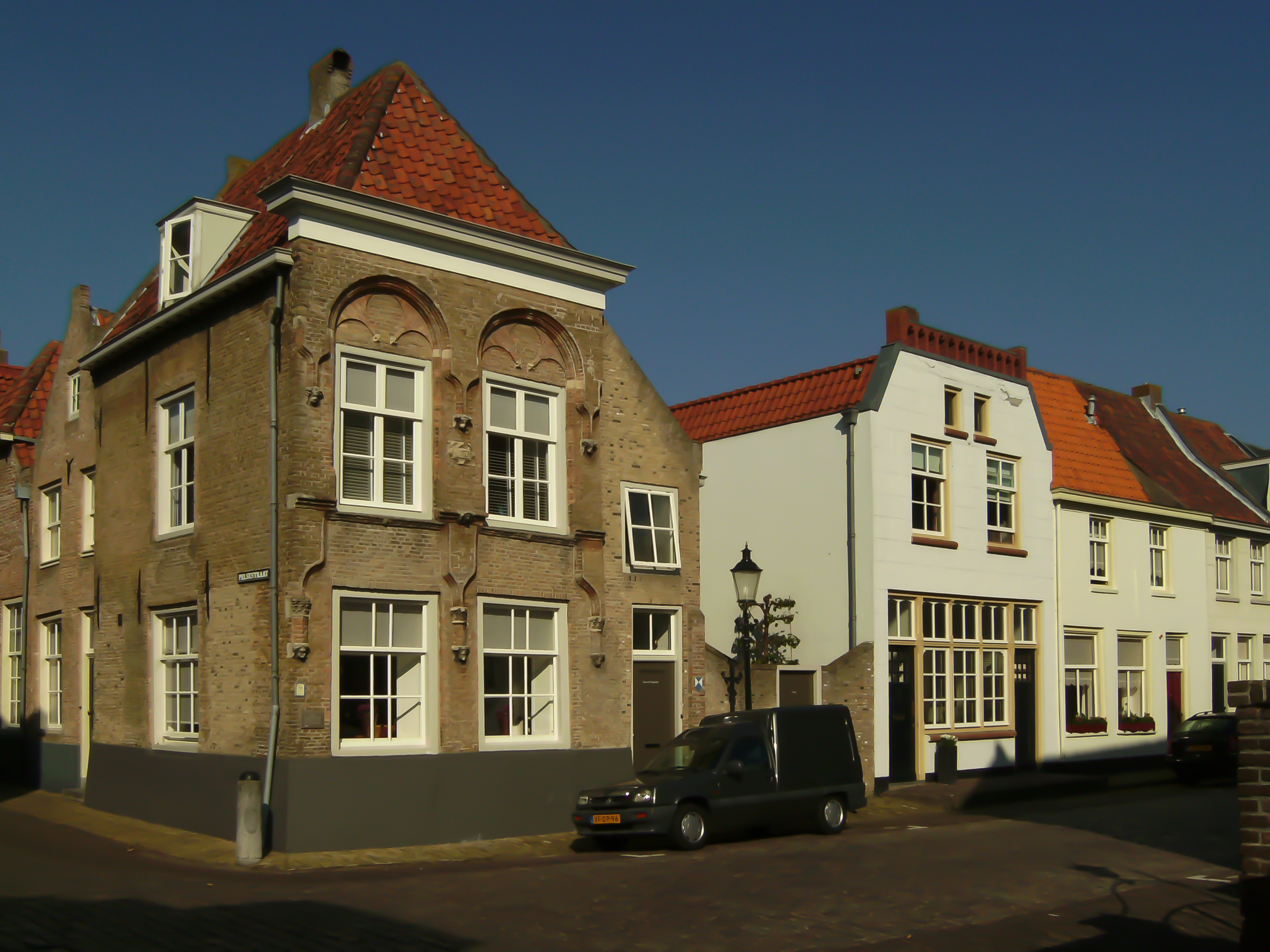
Heusden, maisons d'habitation dans la forteresse
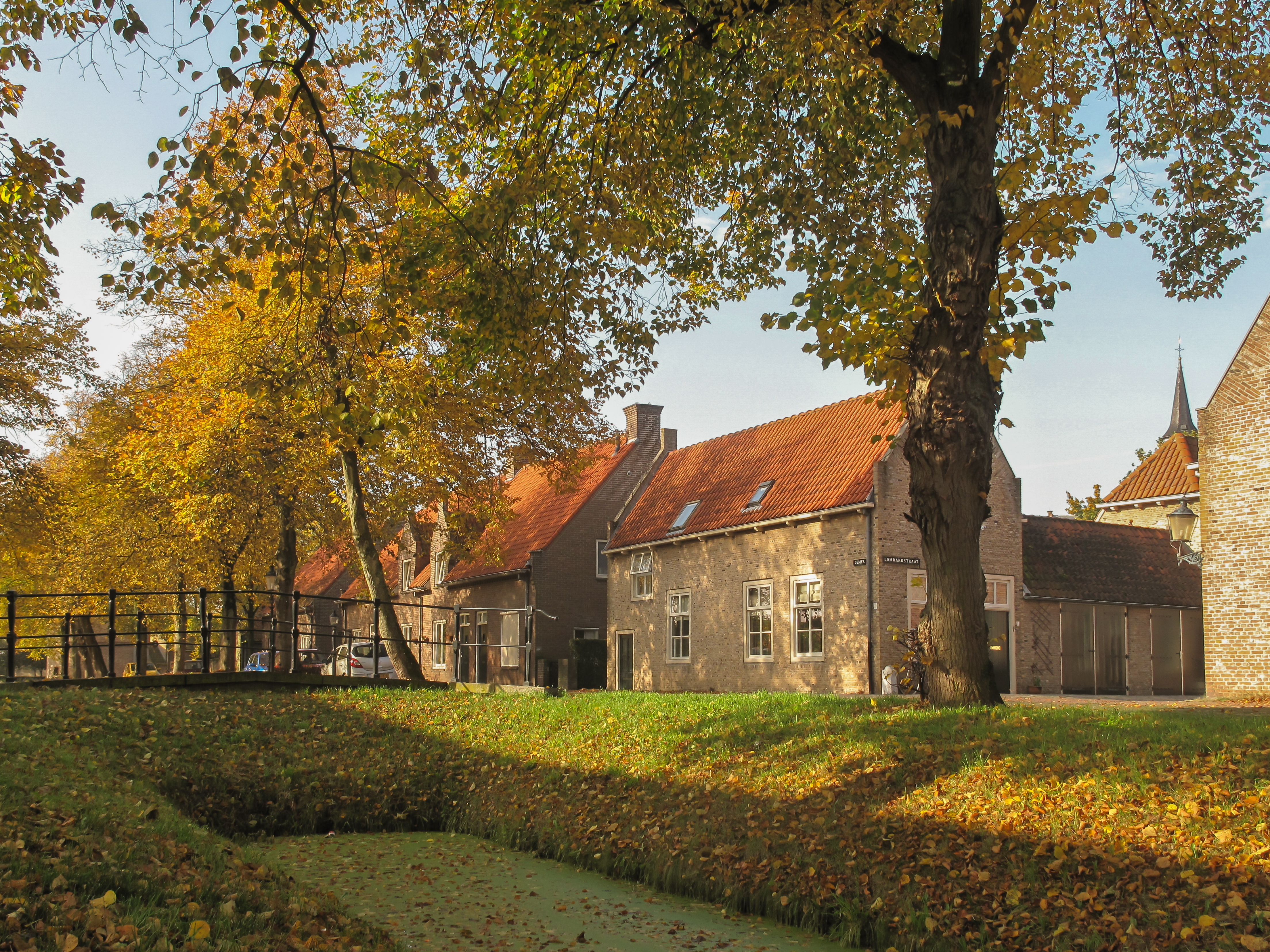
Heusden, vue dans la rue : Lombardstraat-Demer
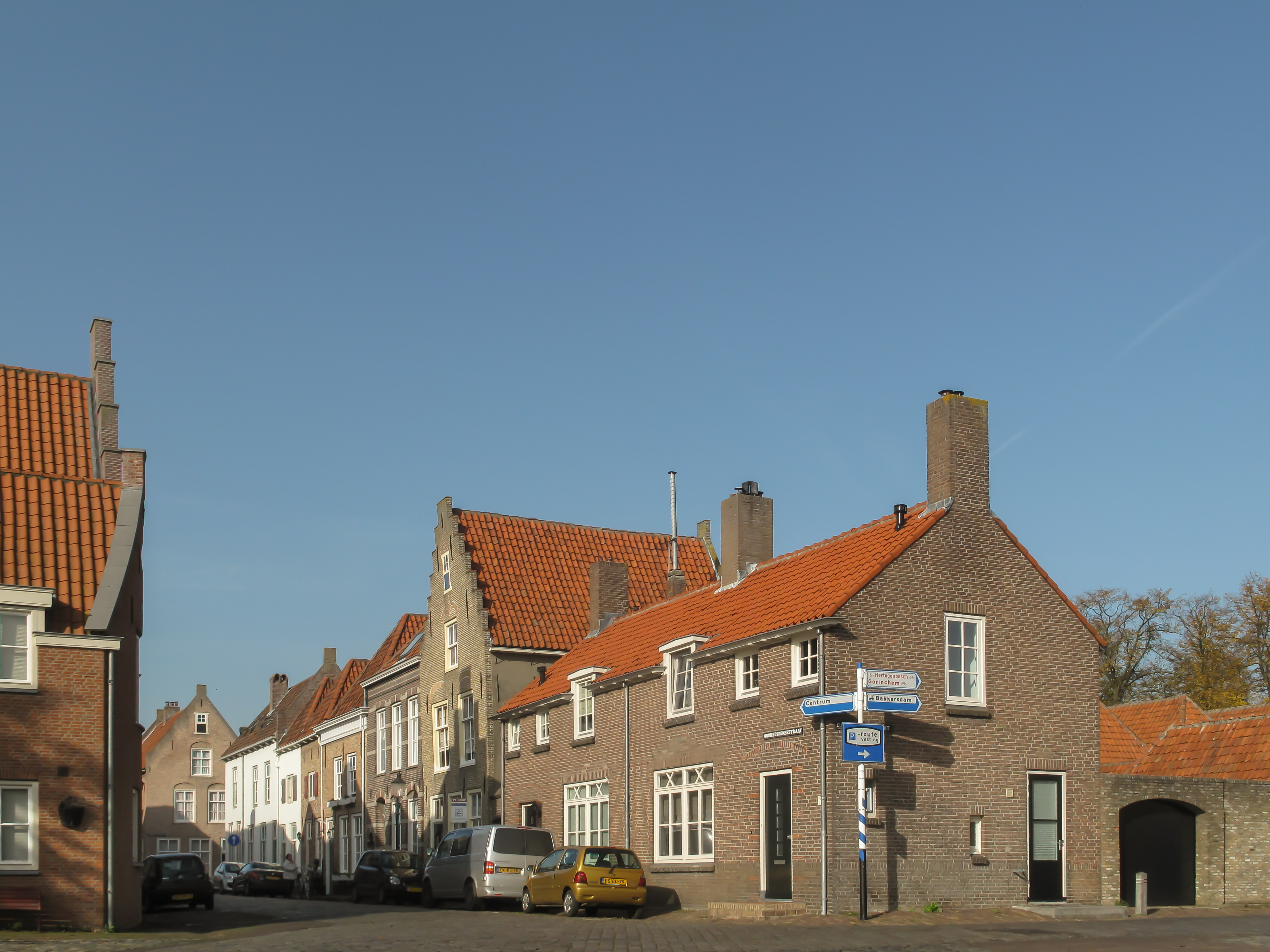
Heusden, vue sur la forteresse
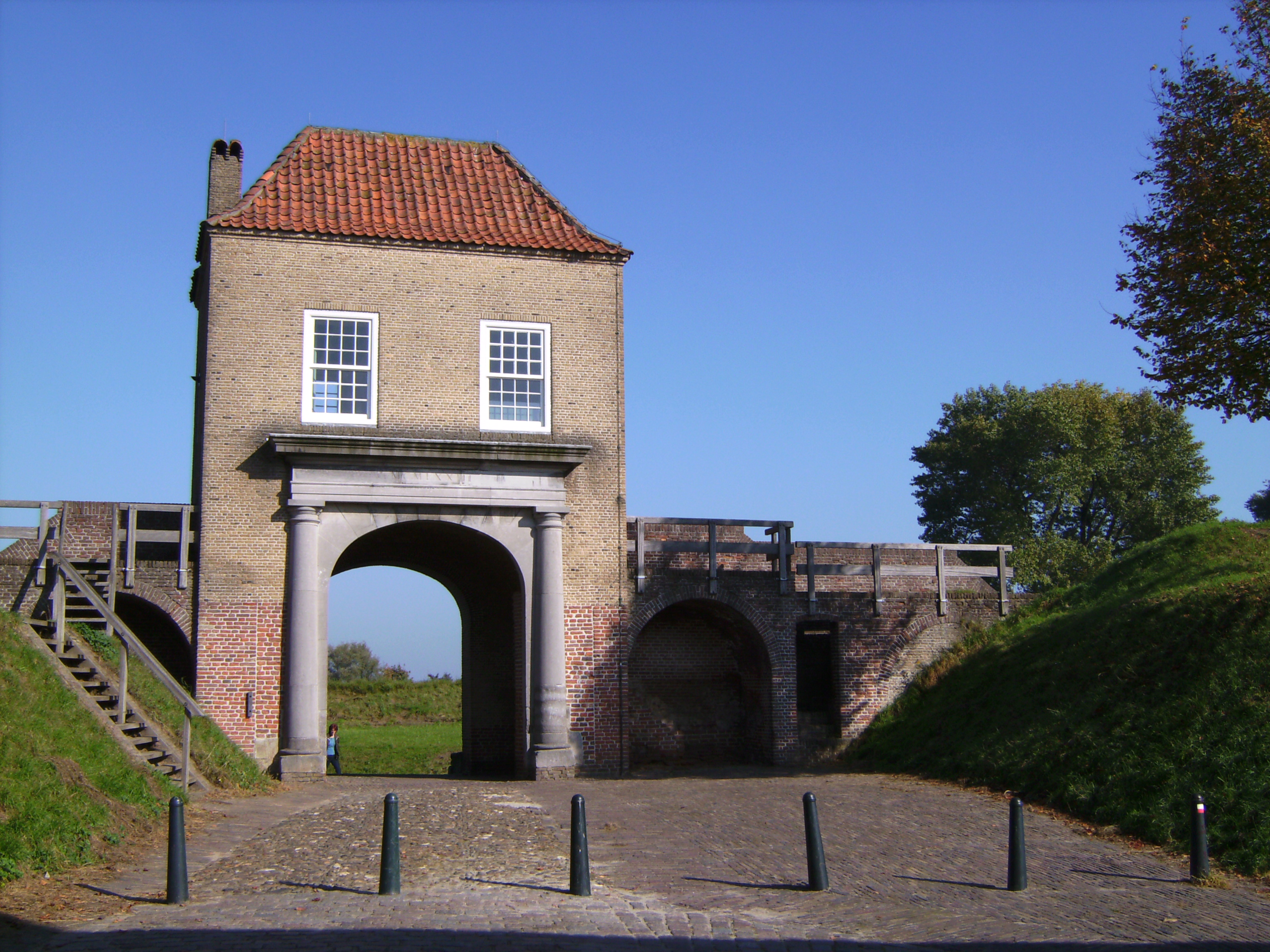
Heusden, porte : Veerpoort
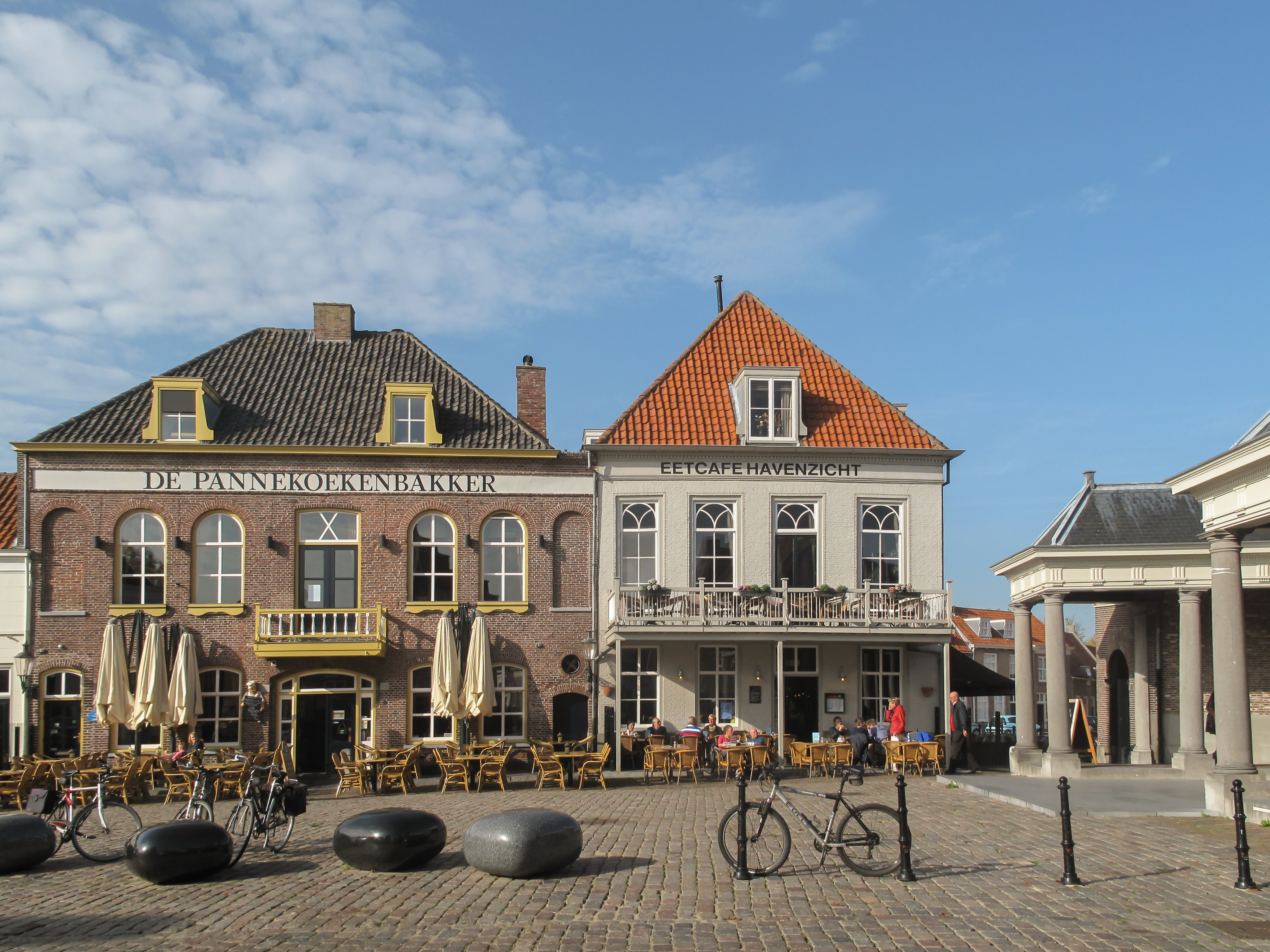
Heusden, maisons dans la forteresse
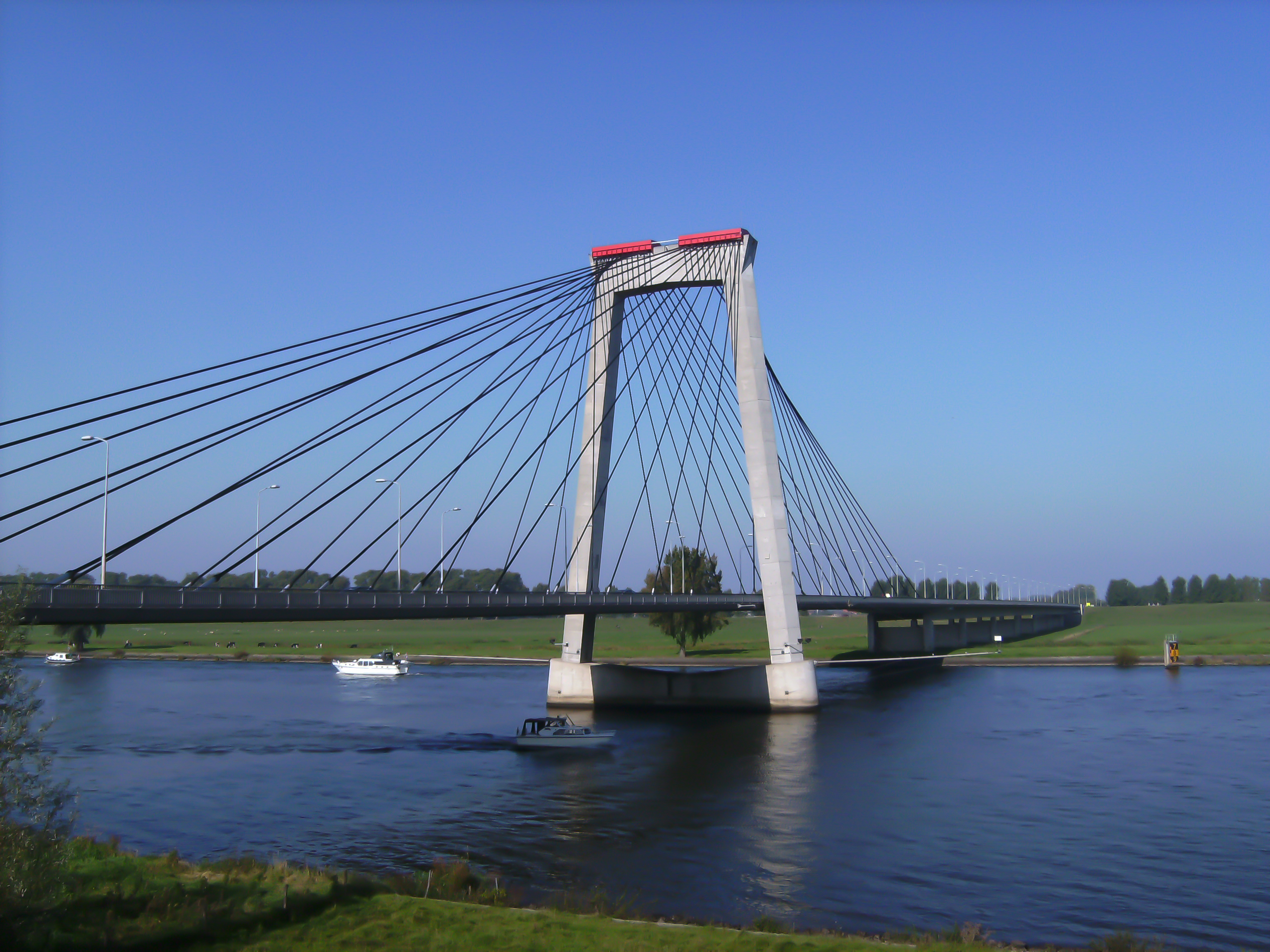
Heusden, pont sur la Berge Maas